# Poon Lim

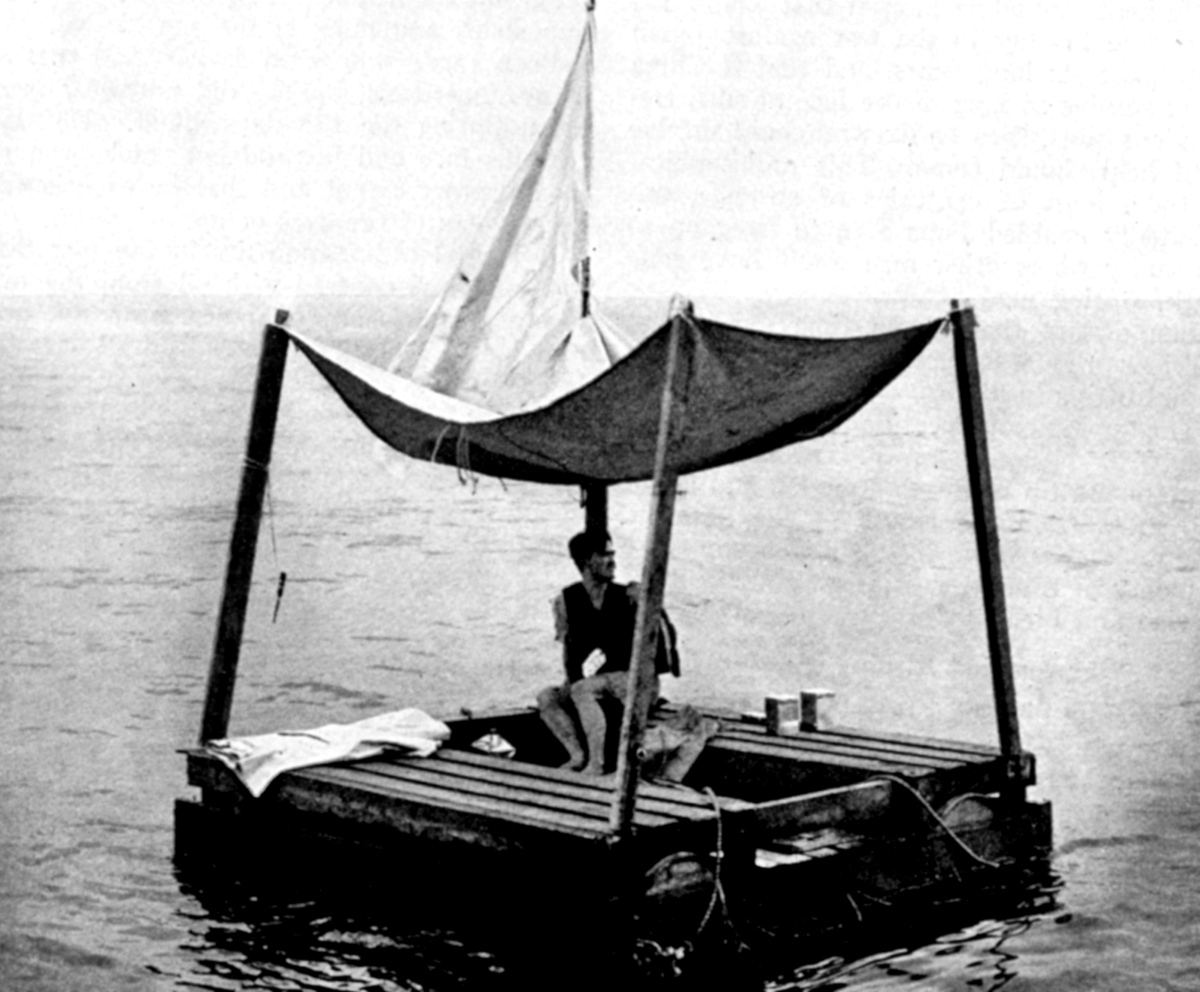
Poon Lim

Poon Lim BEM (auch: Lim Poon; * 8. März 1918 in Hainan, China; † 4. Januar 1991 in New York City, USA) war ein chinesischer Seemann, der nach einem Schiffbruch 133 Tage auf einem Floß durch den Südatlantik trieb und Rekordhalter im alleinigen Überleben auf hoher See ist.

## Das Schiffsunglück
Bis nach dem Zweiten Weltkrieg war das Anheuern chinesischer Seeleute bei der britischen Handelsflotte gängige Praxis. So kam es, dass Poon Lim 1942 als Schiffssteward mit an Bord war, als die britische Benlomond von Kapstadt aus nach Paramaribo ablegte. Am 23. November 1942 wurde das Schiff jedoch vom deutschen U-Boot U 172 torpediert und versenkt. Eine Rettungsweste half Lim daraufhin, die ersten Stunden zu überleben. Er trieb mit ihr durchs Meer, bis er später ein Rettungsfloß entdeckte und es erklimmen konnte. Das hölzerne Floß war etwa 2,4 m² groß und hatte Wasser und einige Konserven, darunter Hartkekse, Schokolade und Pemmikan sowie bengalische Leuchten und eine Taschenlampe an Bord. Die knappen Vorräte ließen Lim sparsam mit der Nahrung umgehen. Er sammelte Regenwasser und schützte sich vor der Sonne, indem er eine Plane aus Canvas über das Floß spannte. Als die Vorräte aufgebraucht waren, ernährte er sich von Fischen und Vögeln. Diese fing er mithilfe von selbstgebauten Werkzeugen wie einer Angel, die aus einem Seil und einem Nagel bestand und einem Messer, das er aus einem Dosendeckel gefertigt hatte.
Zwei Mal glaubte sich Lim gerettet: Zuerst passierte ihn ein Frachtschiff unbekannter Nationalität, welches ihn wahrnahm, aber nicht rettete. Anschließend wurde er von US-amerikanischen Flugzeugen gesichtet, von denen eines einen Ölkanister abwarf, um Lims Position im Wasser zu markieren. Nachdem die Flugzeuge sich entfernt hatten, zog jedoch ein Sturm auf, durch den Lim von der Stelle fortgetrieben wurde. 
Poon Lim trieb 133 Tage durchs Meer, bis er schließlich am 5. April 1943 vor der Küste der brasilianischen Stadt Salinópolis von Fischern gerettet wurde. Er war der einzige Überlebende der 55 Mann starken Crew der Benlomond. Der britische König Georg VI. verlieh ihm als Anerkennung seiner Leistung die British-Empire-Medaille.

## Leben nach dem Unglück
Lim erholte sich nach seiner Rettung 35 Tage lang in einem Krankenhaus in Belém. Er wurde nach seiner Entlassung von der US Navy befragt, da diese sich nach seinen angewandten Überlebenstechniken erkundigen wollte, um sie in ihre Ausbildungen zu integrieren. Lim plante selbst, der Navy beizutreten, wurde jedoch aufgrund von Plattfüßen ausgemustert.
Er emigrierte schließlich in die Vereinigten Staaten und wurde 1952 eingebürgert. Im selben Jahr heiratete er und ließ sich mit seiner Frau in Brooklyn nieder. Aus der Ehe gingen vier Kinder hervor.
Lim fuhr wieder zur See und arbeitete bis 1983 auf Schiffen der United States Lines.